# Elthusa atlantniroi
Elthusa atlantniroi är en kräftdjursart som först beskrevs av Vladimir S. Kononenko 1988.  Elthusa atlantniroi ingår i släktet Elthusa och familjen Cymothoidae. Inga underarter finns listade i Catalogue of Life.